# Quality and Qualifications Ireland
Das Quality and Qualifications Ireland (kurz: QQI; irisch: Dearbhú Cáilíochta agus Cáilíochtaí Éireann) ist die nationale Behörde für Qualifikationen und Qualitätssicherung für höhere Bildung in Irland. Sie wurde vom irischen Parlament im Jahr 2012 ins Leben gerufen und ist ein Zusammenschluss der zuvor existierenden National Qualifications Authority of Ireland (NQAI), des Further Education and Training Awards Council (FETAC), des Higher Education and Training Awards Council (HETAC) und des Irish Universities Quality Board (IUQB).
Die Behörde unterliegt den Weisungen des irischen Bildungsministers (Minister for Further and Higher Education, Research, Innovation and Science). Die QQI ist ein Mitglied der European Association of Quality Assurance Agencies (ENQA) mit Sitz in Brüssel. Sie ist für die Republik Irland Teil des National Academic Recognition Information Centre (NARIC), welches alle europäischen Mitgliedsstaaten auf Betreiben der Europäischen Kommission unterhalten, um die Umsetzung der Lissabon-Konvention sicherzustellen. Die QQI ist zudem der nationale Ansprechpartner für Evaluationen im Rahmen des Europass European Qualifications Framework. 